# Hector Hugh Munro
Hector Hugh Munro, conocido por el nombre literario de Saki (Akyab, Birmania Británica, 18 de diciembre de 1870 - Beaumont-Hamel, Francia, 14 de noviembre de 1916), fue un escritor, novelista y dramaturgo británico. Sus agudos y, en ocasiones, macabros cuentos recrearon irónicamente la sociedad y la cultura victorianas en que vivió. Ethel Munro, que tras la muerte de su hermano se convirtió en su albacea y destruyó todos los papeles que consideró inadecuados, explica en la biografía oficial, incluida en el volumen póstumo El huevo cuadrado, que Saki era un gran admirador de la poesía persa y las historias orientales y que el origen del pseudónimo se encuentra en Rubaiyyat de Omar Jayyam. Esta obra del poeta persa del siglo XII alcanzó una gran fama en la cultura inglesa de segunda mitad del siglo XIX en la adaptación de Edward Fitzgerald. En la última cuarteta del poeta aparece la palabra saki, que en persa significa copero. Según esta versión, el pseudónimo constituiría un homenaje a una obra admirada.

## Biografía
Hector Hugh Munro nació en Akyab, Birmania. Era hijo de Charles Augustus Munro, inspector general de la policía birmana, cuando este país pertenecía aún al Imperio Británico. Su madre, de soltera Mary Frances Mercer (1849-1872) e hija de un contralmirante, murió durante una visita en Inglaterra el 14 de noviembre de 1872, corneada por una vaca que a su vez le provocó un aborto. Este incidente pudo tener influencia en sus relatos. Su niñez se trastocaría al ser después trasladado a Inglaterra con unos parientes puritanos de personalidad severa e intransigente, por lo que la convivencia con ellos marcaría negativamente y para siempre su carácter. Algún indicio de esto se observa en su famoso relato "Sredni Vashtar". Munro fue educado en el Pencarwick School de Exmouth, y en el Bedford Grammar School. En 1893, siguiendo el ejemplo de su padre, ingresó en la policía birmana. 3 años más tarde, su mala salud le obligó a regresar a Inglaterra. Su primer libro fue una obra histórica sobre el imperio de Rusia. Trabajó como periodista en diversos periódicos de Londres, oficio que le permitió vivir mientras escribía cuentos y novelas.
Sus últimas palabras, de acuerdo con distintas fuentes, fueron: «Put that damn cigarette out!» («¡Tira ese maldito cigarrillo!»). Frase que se le escuchó decir desde una trinchera durante la Primera Guerra Mundial, dado que Munro se alistó en el ejército al comenzar la misma, a pesar de no tener edad que lo obligara a ello. Fue a Francia como sargento de los Fusileros Reales, y las ya citadas últimas palabras acontecieron en la mañana del 14 de noviembre de 1916, durante la batalla de Beaumont Hamel justo antes de ser abatido por un francotirador.
Después de su muerte, su hermana Ethel destruyó la mayor parte de sus papeles por odio, redactando seguidamente su versión particular de la historia familiar. H. H. Munro nunca contrajo matrimonio y, debido a la estricta moralidad de la época, mantuvo en secreto su homosexualidad.

## Obra
Saki es considerado un maestro del relato corto, a menudo comparado con O. Henry y con Dorothy Parker. Sus personajes están finamente dibujados y sus elegantes tramas han recibido muy buenas críticas. "El cuentista" es un relato que promueve la reflexión en torno a la función de literatura y la imaginación. Quizá sea "La ventana abierta" ("The Open Window") su cuento más famoso; su última frase: «Las fabulaciones improvisadas eran su especialidad», se ha hecho célebre. Saki escribió también tres obras teatrales, las novelas El insoportable Bassington (The Unbearable Bassington, 1912) y Al llegar Guillermo (When William Came, 1914), además de una parodia de Alicia en el país de las maravillas (The Westminster Alice, 1902).
Saki describió incomparablemente a sus contemporáneos de la clase media victoriana, tan estrictos en sus maneras y amantes de absurdas fórmulas y rutinas. Su sentido del humor, cáustico e irónico, era muy apreciado por Jorge Luis Borges, quien lo situaba al lado de Kipling y Thackeray, como uno de los ingleses ilustres nacidos en Oriente. En el prólogo a la edición de los relatos de Saki perteneciente a la colección borgeana La Biblioteca de Babel, escribió sobre él: «Con una suerte de pudor, Saki da un tono de trivialidad a relatos cuya íntima trama es amarga y cruel. Esa delicadeza, esa levedad, esa ausencia de énfasis puede recordar las deliciosas comedias de Wilde».

### Ediciones en español
- El ala este y otros cuentos. Trad. Facundo Araujo y Pablo Bagnato. Miércoles14Ediciones. 2021. ISBN 9789874760630
- El cuentista. Barbara Fiore Editora. 2014. ISBN 978-84-15208-52-5.
- El insoportable Bassington. Valdemar. 2010. ISBN 97884-7702-664-8.
- El contador de cuentos. ilustrado por Alba Marina Rivera. Ekaré. 2008. ISBN 978-84-936504-3-8.
- Cuentos de humor y de horror. Anagrama. 2007. ISBN 978-84-339-7307-8.
- Cuentos completos. Alpha Decay. 2005. ISBN 978-84-934278-7-X.
- Animales y más que animales. Valdemar. 2003. ISBN 978-84-7702-225-1.
- Clovis en familia. La Primitiva Casa Baroja. 1987. ISBN 978-84-86435-49-3.
- Crónicas de Clovis. Valdemar. 1999. ISBN 978-84-7702-282-4.
- Animales y más que animales. Claridad. 2006. ISBN 950-620-187-0.
- Crónicas de Clovis. Claridad. 2006. ISBN 950-620-178-1.
- Juguetes de paz/El huevo cuadrado. Valdemar. 2006. ISBN 950-620-193-5.
- Las Aventuras de Reginald. Claridad. 2006. ISBN 950-620-176-5.
- El tigre de la señora Packletide y otros cuentos. estudio preliminar, traducción y selección de Eduardo Paz Leston. Buenos Aires: Centro Editor de América Latina. 1989. ISBN 950-25-1829-2.
- La llegada del emperador. traducción de Pablo Bagnato. Buenos Aires: Miércoles14Ediciones. 2018. ISBN 978-987-42-6674-3.
- Los increíbles cuentos de Saki. 31 relatos. México: Novaro. 1967.